# Hanibal Srouji
Pour l’article homonyme, voir Johny Srouji.
 (mai 2020).
Hanibal Srouji (né en 1957 à Beyrouth, Liban) est un peintre libanais.

## Biographie
Il est diplômé en 1987 de l'Université Concordia, Montréal. Il passe sa jeunesse au Canada puis en France avant de rentrer dans son pays. Srouji développe une technique de gravure de trous dans ses peintures après avoir participé à de nombreux ateliers en Amérique et en Europe, dont le Triangle Arts Trust . Il enseigne actuellement à l'Université Libanaise-Américaine. 
Les peintures d'Hanibal Srouji traite de sa nostalgie du Liban, lorsqu'il a émigré au début de la guerre civile libanaise. Au début de la guerre, Srouji a été volontaire de la Croix-Rouge au Sud-Liban, une expérience qu'il a par la suite comparée aux films d'horreur. Il s'est finalement échappé de Sidon par bateau à Chypre avant d'émigrer au Canada. Peu de temps après la fin de la guerre, Srouji est retourné au Liban pour essayer de ramasser les morceaux. 
Hanibal Srouji a acquis une notoriété en utilisant un chalumeau pour créer de petits grêles et lignes. Ses peintures rappellent l'un des murs marqués par des balles de bâtiments paralysés à Beyrouth et englobent les émotions humaines au lendemain de la guerre civile. Une autre série a été dominée par des lignes verticales qui représentent les barres d'une cage, comme des signes de confinement, mais peuvent également être lues comme des barres d'une composition musicale.